# اس‌ام یوبی-۸۹
اس‌ام یوبی-۸۹ (به انگلیسی: SM UB-89) یک زیردریایی است که طول آن ۵۵٫۵۲ متر (۱۸۲٫۲ فوت) می‌باشد. این زیردریایی در سال ۱۹۱۷ ساخته شد.